# Liste der Kulturdenkmäler in Filsen
In der Liste der Kulturdenkmäler in Filsen sind alle Kulturdenkmäler der rheinland-pfälzischen Ortsgemeinde Filsen aufgeführt. Grundlage ist die Denkmalliste des Landes Rheinland-Pfalz (Stand: 8. Dezember 2023).

## Einzeldenkmäler
| Bezeichnung                                           | Lage                                        | Baujahr                       | Beschreibung | Bild                           |
| ----------------------------------------------------- | ------------------------------------------- | ----------------------------- | --- | ------------------------------ |
| Katholische Pfarrkirche St. Gallus und St. Margaretha | Kirchstraße 2 Lage                          | 1877                          | neugotischer Schieferbruchsteinsaal, 1877 | weitere Bilder Fotos hochladen |
| Schunk’sches Haus                                     | Marktstraße 7 Lage                          |                               | ehemalige Fachwerkscheune | Fotos hochladen                |
| Wohnhaus                                              | Obere Großgasse 8 Lage                      | spätes 18. Jahrhundert        | verputztes Fachwerkhaus, eventuell noch aus dem 18. Jahrhundert | BW                             |
| Altes Rathaus                                         | Obere Großgasse, neben Nr. 11 Lage          | 1611                          | auch Wachport; Fachwerkbau auf der Ortsbefestigung, 1611 | weitere Bilder Fotos hochladen |
| Hofanlage                                             | Oberstraße 5 Lage                           | 1593                          | stattliche Fachwerkhofanlage; dreigeschossiges Wohnhaus, teilweise verputzt, bezeichnet 1593, dreigeschossige Stallscheune, 18. Jahrhundert | Fotos hochladen                |
| Hofanlage                                             | Oberstraße 7/9/11 Lage                      | ab dem späten 16. Jahrhundert | Baukomplex auf L-förmigem Grundriss; Nr. 9 wohl Fachwerk, 17. oder eventuell noch aus dem 16. Jahrhundert, Nr. 7 wohl Fachwerk, 17. oder 18. Jahrhundert, Querbau, wohl aus dem 18. Jahrhundert, Nr. 11 ehemaliges Fachwerk-Wirtschaftsgebäude, 18. Jahrhundert | BW                             |
| Wegekapelle                                           | Rheinuferstraße, Ecke Untere Großgasse Lage | um 1900                       | neugotischer Backsteinbau, um 1900 | Fotos hochladen                |
| Wohnhaus                                              | Untere Großgasse 6/8 Lage                   | 173[x]                        | Fachwerkhaus, teilweise massiv und verputzt, bezeichnet 173[x] | BW                             |
| Wohnhaus                                              | Untere Großgasse 11 Lage                    | 1768                          | Fachwerkhaus, angeblich von 1768 | Fotos hochladen                |